# 漏光云

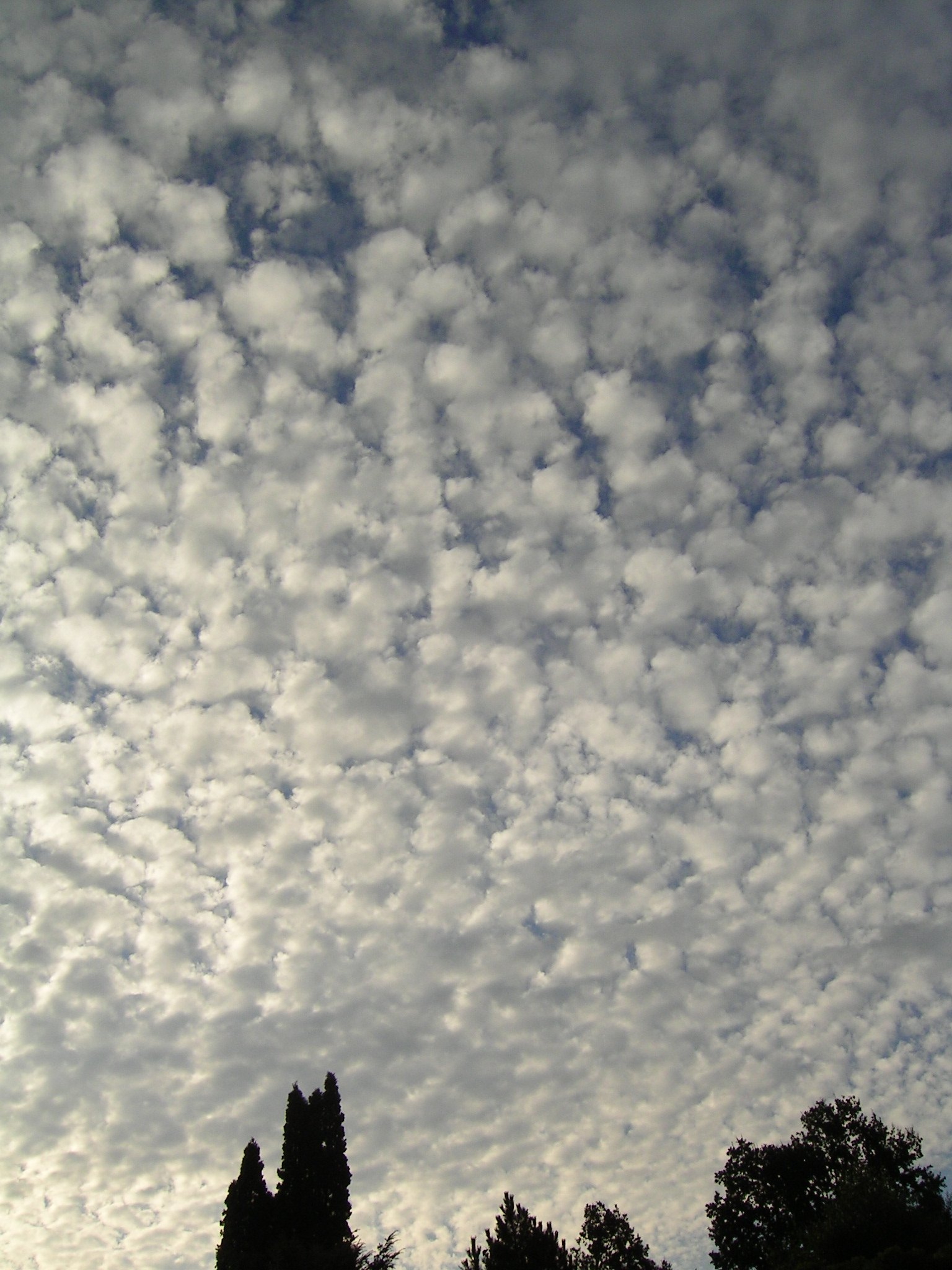
漏光成层状高积云，云隙间可见蓝天

漏光云（学名：Perlucidus，缩写： pe )，是云的一类变种，指由大片相互留有间隔的云块组成的云，适用于高积云和层积云这两类云属。组成漏光云中的云隙能被阳光和月光穿透。从地面上看，云隙中可见蓝天，或是比其更高的云。漏光云可伴随着具有透光和蔽光特性的云出现。

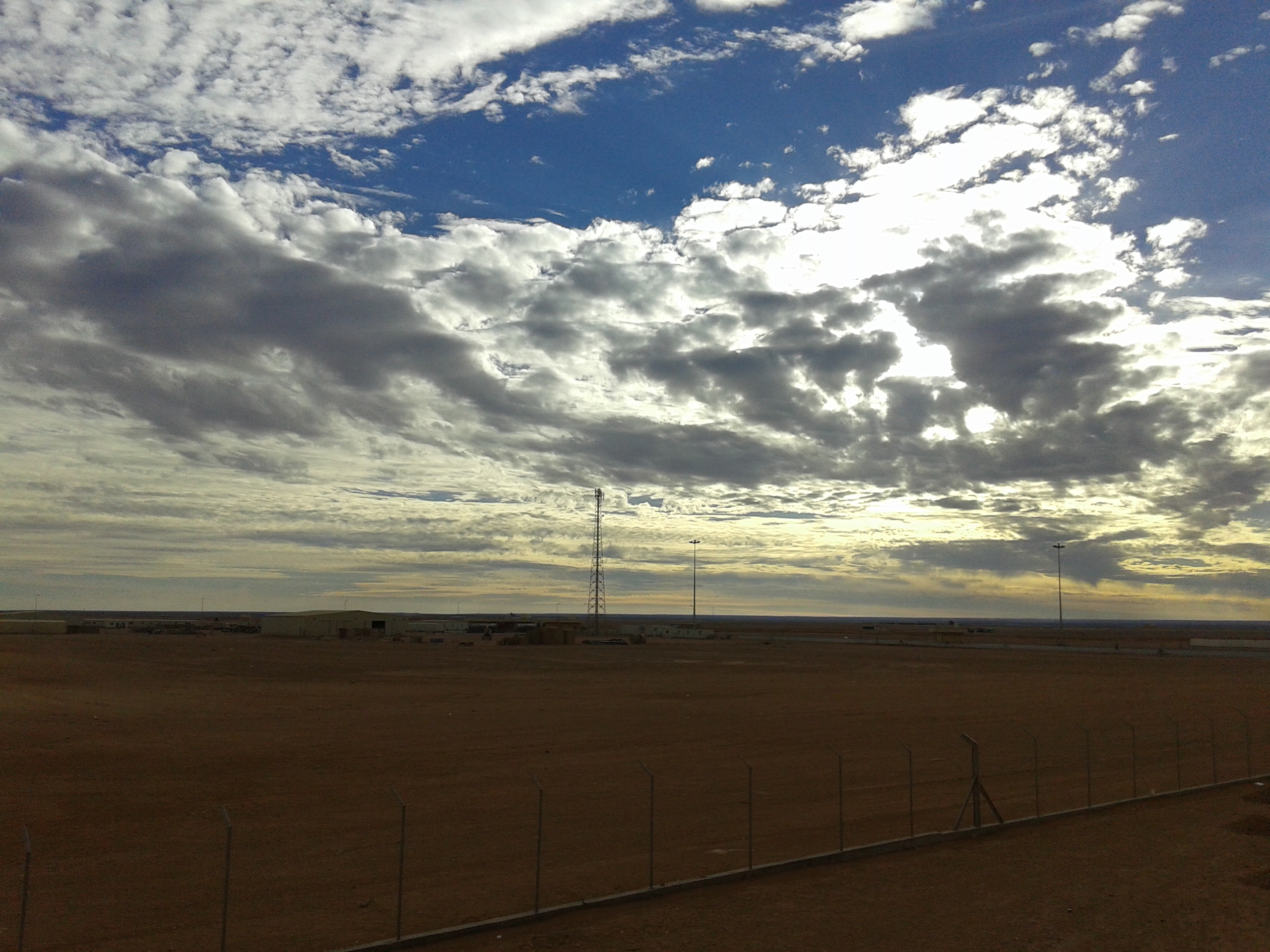
漏光层积云，伴有蔽光和漏光特性